# Burni Memanu
Burni Memanu är ett berg i Indonesien.   Det ligger i provinsen Aceh, i den västra delen av landet, 1 600 km nordväst om huvudstaden Jakarta. Toppen på Burni Memanu är 1 101 meter över havet, eller 271 meter över den omgivande terrängen. Bredden vid basen är 3,3 km.
Terrängen runt Burni Memanu är kuperad åt nordväst, men åt sydost är den bergig. Runt Burni Memanu är det mycket glesbefolkat, med 2 invånare per kvadratkilometer. I omgivningarna runt Burni Memanu växer i huvudsak städsegrön lövskog.